# Qiaowanlong
Qiaowanlong là một chi khủng long, được You & Li D. Q. mô tả khoa học năm 2009.

## Giới thiệu
You & Li ban đầu đã xem Qiaowanlong như một loài brachiosaurid - những con khủng long có cánh tay và vai cực đồ sộ và đứng tư thế thẳng hơn, giống như Brachiosaurus. Các nhà nghiên cứu đề xuất loài sauropod là loài đầu tiên trong dòng dõi ăn cỏ khổng lồ này được tìm thấy ở Trung Quốc.
Tuy nhiên, khi các nhà cổ sinh vật học tiến hành khai quật và so sánh các hóa thạch khác, danh tính của Qiaowanlong đã thay đổi. Một nghiên cứu năm 2010 của Daniel Ksepka và Mark Norell đã phát hiện ra rằng Qiaowanlong thực ra không phải là loài brachiosaur mà thuộc về một dòng dõi khác với cái tên khó nhớ là somphospondyli. Đây là một nhóm lớn các loài sauropod (khủng long có cổ cực lớn), bao gồm các loài titanosaur, được tách ra từ loài brachiosaur có chung tổ tiên  trước đó. Những con khủng long này cũng có chi trước và vai nặng hơn so với các loài sauropod như Apatosaurus, chúng không giữ được khí chất kiêu hãnh giống như Brachiosaurus.